# Дінська затока
Дінська затока — маленька затока на північному заході Таманського півострова. Від Керченської протоки відокремлена косою.
- Вдається в сушу на 8 км,
- Ширина в гирлі 2 км,
- Глибина не перевищує 4 м.

Береги Дінської затоки, були колись берегами стародавнього Кімерійського острова, складено стійкими гірськими породами і не піддаються руйнації хвилями.
На березі розташована станиця Запорозька.